# Mandera (Quénia)
Mandera é uma cidade do Quénia, às margens do rio Daua, na província do Nordeste. Capital do distrito homônimo, a cidade está perto da fronteira com a Etiópia e a Somália